# Fudbalski klub BSK Borča
Il Fudbalski klub BSK Borča (serbo Фудбалски клуб БСК Борча) è una società calcistica serba con sede nella città di Belgrado, nel quartiere che dà il nome al club, situato nella municipalità di Palilula.
Ha vissuto il suo periodo d'oro nelle stagioni dal 2009-10 al 2012-13, con quattro partecipazioni consecutive al massimo campionato nazionale.
Gioca nello Stadion Vizelj Park, impianto che ha una capacità di 3.000 spettatori.

## Rosa
| N. |                                 | Ruolo | Calciatore           |
| -- | ------------------------------- | ----- | -------------------- |
| 1  | Australia (bandiera)            | P     | Tomislav Arčaba      |
| 2  | Montenegro (bandiera)           | D     | Nikola Čelebić       |
| 3  | Bosnia ed Erzegovina (bandiera) | D     | Miograd Jovanović    |
| 4  | Serbia (bandiera)               | C     | Aleksandar Petrović  |
| 5  | Serbia (bandiera)               | C     | Jordan Jovanović     |
| 6  | Serbia (bandiera)               | D     | Aleksandar Radunović |
| 9  | Serbia (bandiera)               | A     | Nenad Živković       |
| 11 | Serbia (bandiera)               | P     | Miroslav Grujičić    |
| 12 | Serbia (bandiera)               | A     | Aleksandar Đukić     |
| 13 | Serbia (bandiera)               | D     | Branislav Milošević  |
| 14 | Serbia (bandiera)               | C     | Ivan Tasić           |
| 15 | Serbia (bandiera)               | D     | Miloš Stamenković    |
| 16 | Bosnia ed Erzegovina (bandiera) | C     | Ognjen Blagojević    |
| 17 | Macedonia del Nord (bandiera)   | C     | Gjorgji Tanušev      |
| 18 | Serbia (bandiera)               | C     | Blažo Bulatović      |

| N. |                                 | Ruolo | Calciatore         |
| -- | ------------------------------- | ----- | ------------------ |
| 19 | Montenegro (bandiera)           | D     | Aleksandar Radović |
| 21 | Serbia (bandiera)               | C     | Mile Savković      |
| 23 | Montenegro (bandiera)           | C     | Dražen Anđušić     |
| 24 | Serbia (bandiera)               | D     | Marko Bošković     |
| 25 | Serbia (bandiera)               | C     | Nikola Ćesarević   |
| 26 | Serbia (bandiera)               | A     | Milan Đanković     |
| 27 | Serbia (bandiera)               | D     | Zvonimir Stanković |
| 28 | Serbia (bandiera)               | D     | Nikola Isaković    |
| 29 | Bosnia ed Erzegovina (bandiera) | D     | Zoran Šupić        |
| 30 | Serbia (bandiera)               | P     | Ljubo Kovačević    |
| 31 | Serbia (bandiera)               | A     | Srđan Mulćan       |
| 32 | Serbia (bandiera)               | A     | Filip Đorđević     |
| 33 | Serbia (bandiera)               | C     | Nikola Simonović   |
| 34 | Serbia (bandiera)               | D     | Vladimir Advigov   |
|    | Serbia (bandiera)               | C     | Ajazdin Nuhi       |

## Palmarès

### Competizioni nazionali
- Prva Liga Srbija: 1

2008-2009
- Srpska Liga: 1

2005-2006 (girone Belgrado)

### Altri piazzamenti
- Prva Liga Srbija:

Terzo posto: 2007-2008
Finalista play-off: 2006-2007